# Лавров, Сергей Викторович
Серге́й Ви́кторович Лавро́в (род. 21 марта 1950, Москва, СССР) — российский государственный и политический деятель, советский и российский дипломат. Министр иностранных дел Российской Федерации с 9 марта 2004 года.
Постоянный член Совета Безопасности Российской Федерации. Чрезвычайный и полномочный посол. Заслуженный работник дипломатической службы Российской Федерации (2004). Полный кавалер ордена «За заслуги перед Отечеством». Герой Труда Российской Федерации (2020). Кавалер ордена Святого апостола Андрея Первозванного (2025).
С 2022 года из-за вторжения России на Украину находится под персональными санкциями США, Евросоюза, Великобритании, Канады, Австралии, Японии и других стран.

## Происхождение
Об отце Лаврова известно, что он тбилисский армянин, по некоторым сведениям — по фамилии Калантаров или Калантарян. О матери известно, что она была сотрудницей Министерства внешней торговли СССР. На сайте МИД России указывается, что Лавров — русский.

## Образование
Сергей Лавров учился в школе № 2 имени В. Короленко в городе Ногинске Московской области, впоследствии перевелся в московскую школу № 607 с углублённым изучением английского языка, которую окончил с серебряной медалью. Его любимым предметом была физика. В 1972 году окончил Московский государственный институт международных отношений (МГИМО) МИД СССР (восточное отделение).
Владеет английским, сингальским и французским языками.

## Работа в МИДе

### 1972—1994
С 1972 по 1976 год — стажёр, атташе Посольства СССР в Республике Шри-Ланка, с 1976 по 1981 год занимал должности третьего, второго секретаря отдела международных экономических организаций МИД СССР. С 1981 по 1988 год — первый секретарь, советник, старший советник Постоянного представительства СССР при ООН в Нью-Йорке. С 1988 по 1992 год — заместитель, первый заместитель начальника Управления международных экономических организаций, начальник этого же управления МИД СССР. Был членом КПСС до 1991 года.
С 1991 по 1992 год — начальник Управления международных организаций МИД СССР. В 1992 году был назначен директором Департамента международных организаций и глобальных проблем МИД России.
3 апреля 1992 назначен заместителем министра иностранных дел России. Курировал деятельность Департамента международных организаций и международного экономического сотрудничества МИД России, Управления по правам человека и международного культурного сотрудничества МИД России, Департамента по делам государств СНГ МИД России. Занимал этот пост до января 1994 года. С марта 1993 года — заместитель председателя Межведомственной комиссии по участию Российской Федерации в международных организациях системы ООН. С ноября 1993 года — сопредседатель Межведомственной комиссии по координации участия Российской Федерации в миротворческой деятельности.

### Постоянный представитель России при ООН
С 1994 по 2004 год — постоянный представитель Российской Федерации при Организации Объединённых Наций и в Совете Безопасности ООН.

### Министр иностранных дел России

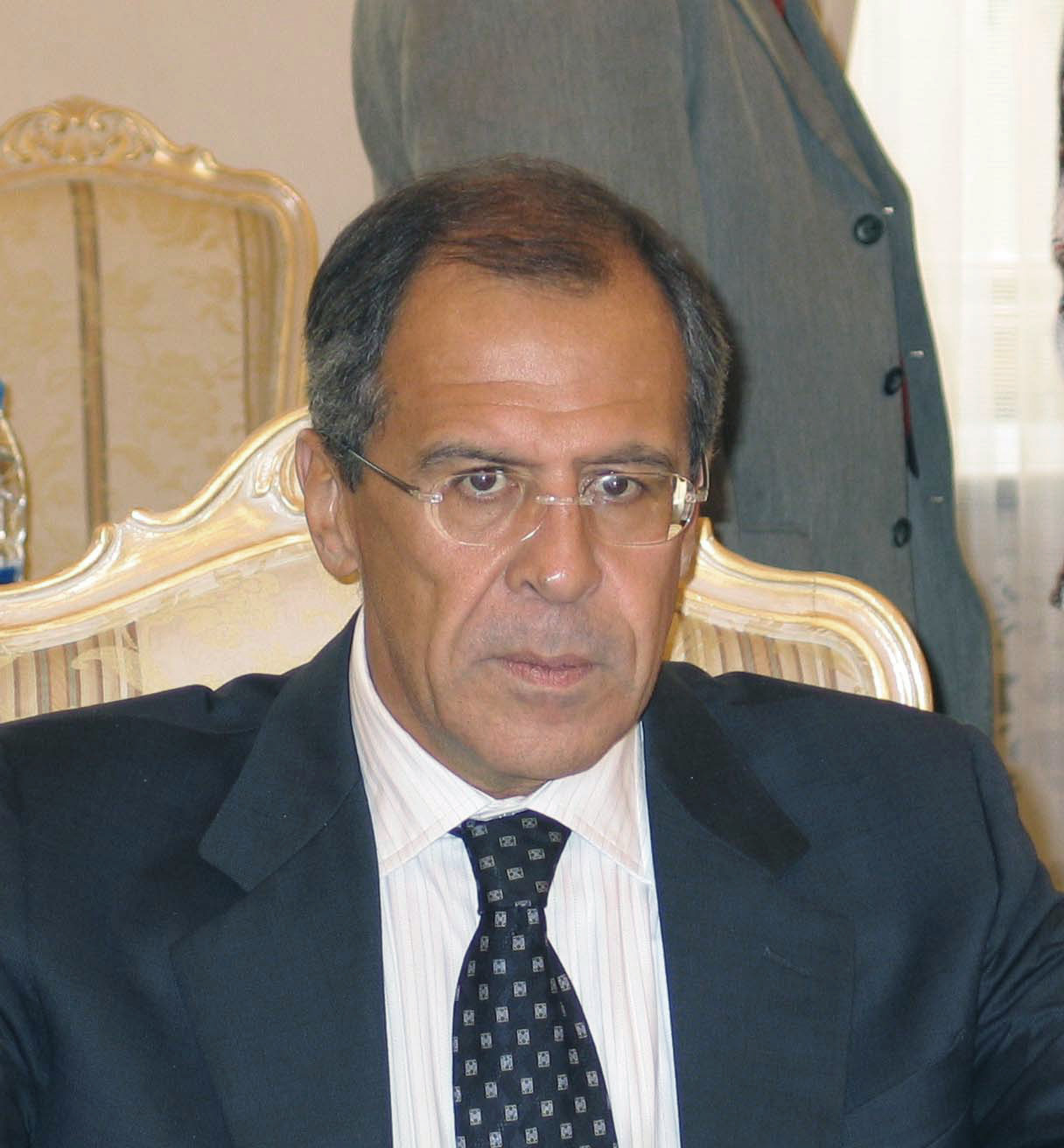
2004 год

9 марта 2004 года указом президента РФ был назначен на пост министра иностранных дел Российской Федерации. В мае 2004 года после вступления в должность избранного на следующий срок президента РФ вновь назначен на этот пост. Аналогично переназначен в мае 2008 года после вступления в должность президента Дмитрия Медведева. 21 мая 2012 года в очередной раз получил портфель министра после вступления в должность президента Владимира Путина. 18 мая 2018 года был утверждён новый состав правительства РФ, в котором Лавров сохранил свой пост.
Председатель Комиссии России по делам ЮНЕСКО (с апреля 2004 года).
С 11 января 2010 года — член Правительственной комиссии по экономическому развитию и интеграции.
Согласно опросам, проведённым ВЦИОМ, Сергей Лавров неоднократно входил в тройку самых эффективных министров Правительства Российской Федерации. По данным компании «Медиалогия» неоднократно становился лидером рейтинга самых упоминаемых в отечественных СМИ министров России.

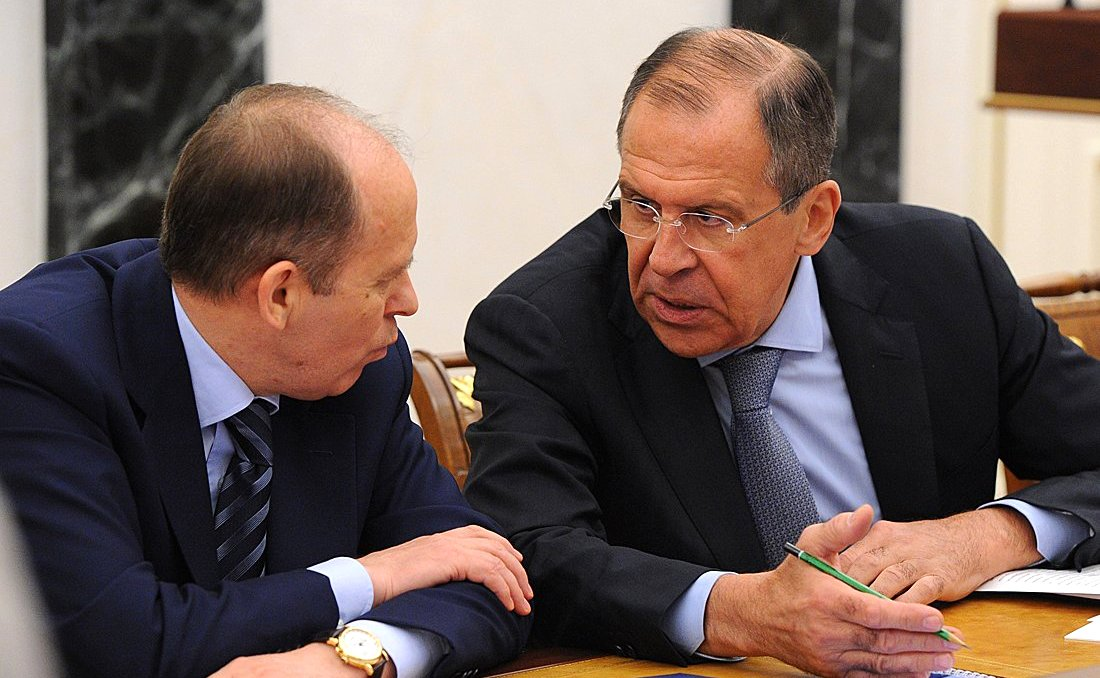
Сергей Лавров и Александр Бортников на заседании Совета безопасности России. 2013 год
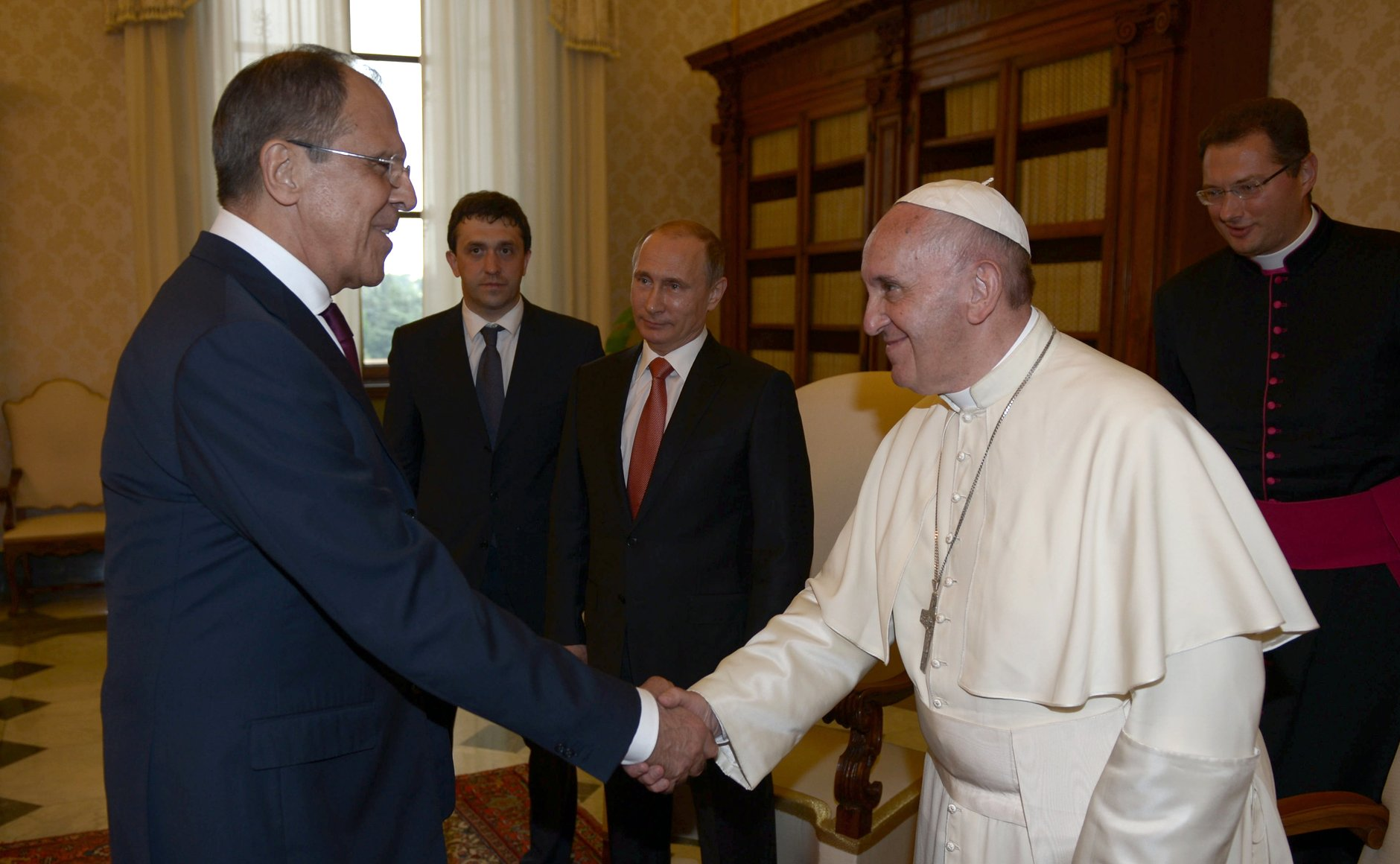
Сергей Лавров, Владимир Путин и папа Римский Франциск. 10 июня 2015 года
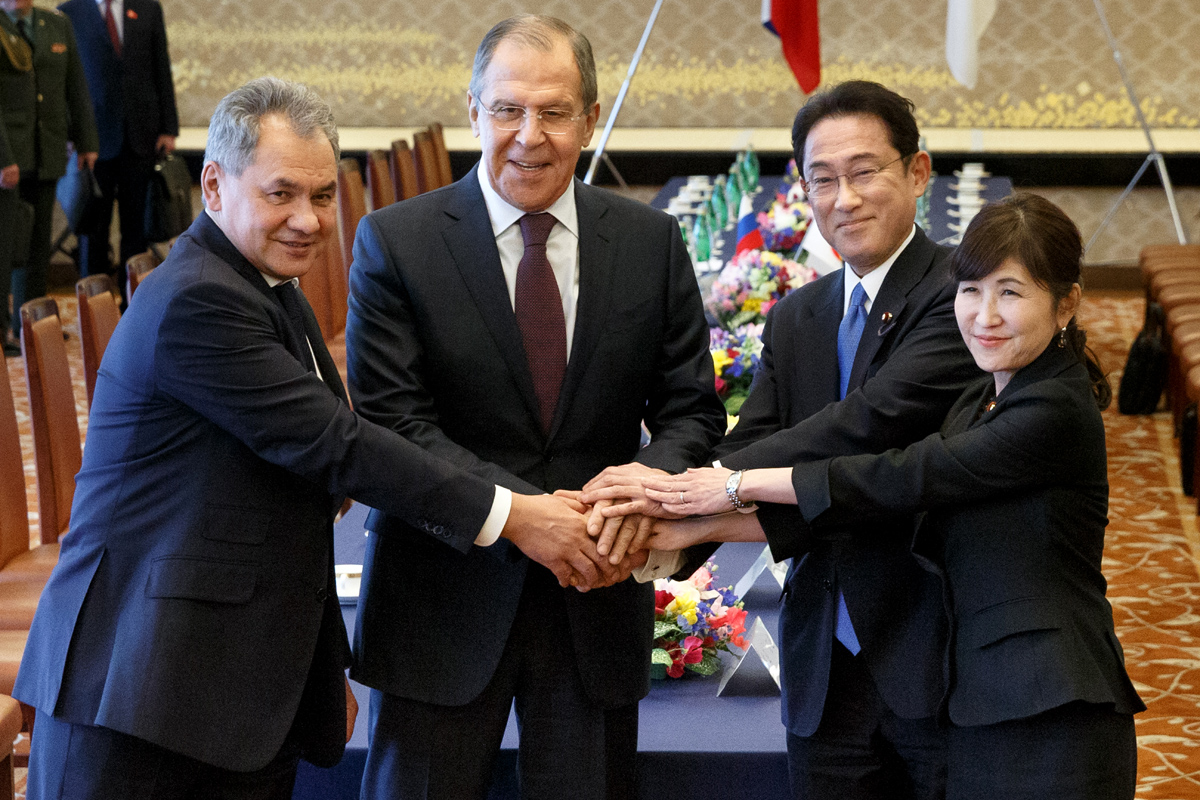
Сергей Лавров и Сергей Шойгу во время визита в Японию. 20 марта 2017 года
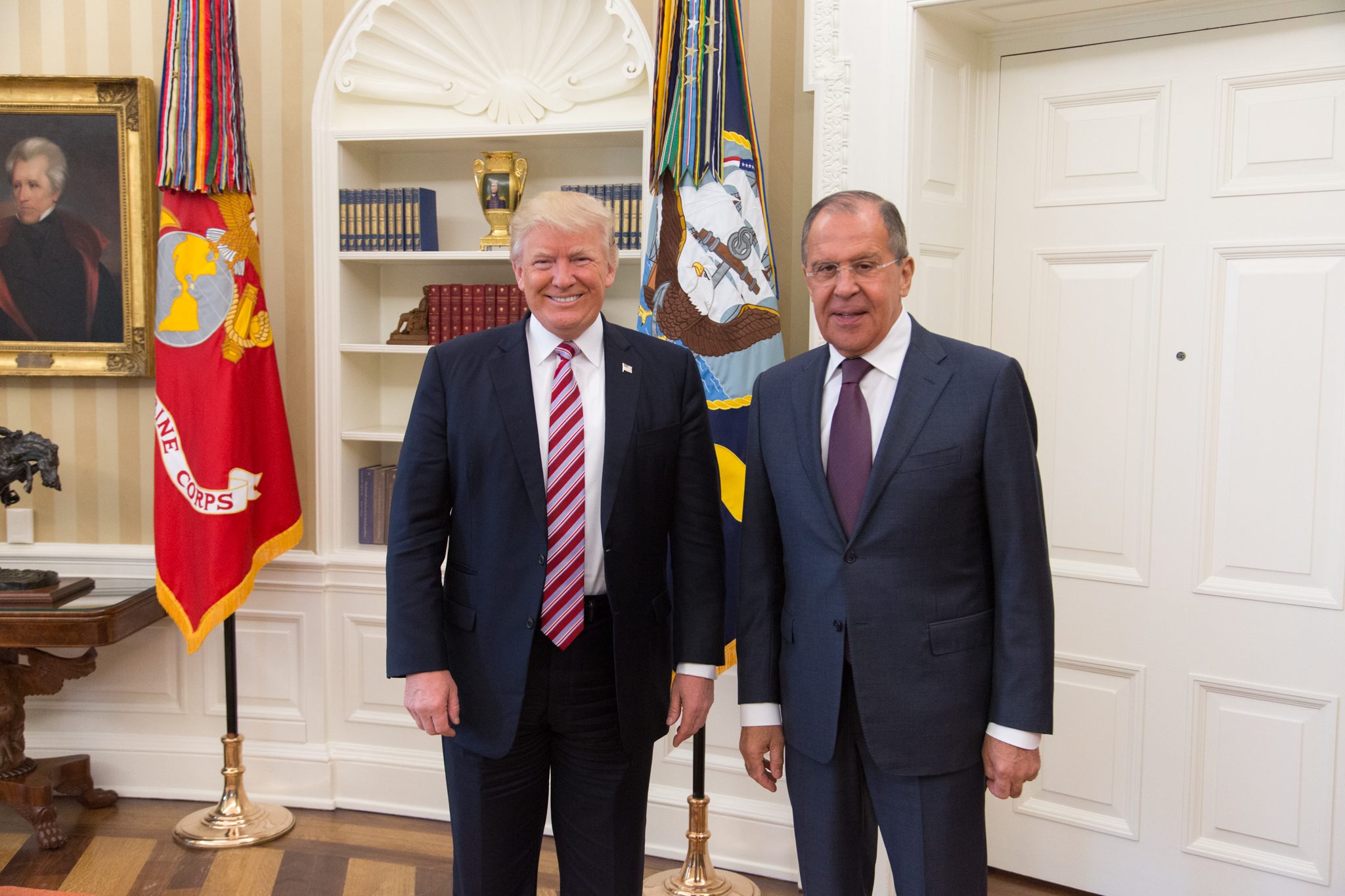
Сергей Лавров и Дональд Трамп. 10 мая 2017 года

Спустя 12 лет пребывания в должности Gazeta.ru характеризовала Лаврова как «импозантного интеллектуала», являющегося, наравне с Шойгу, одним из самых популярных министров в стране.
После отставки правительства в январе 2020 года переназначен на должность министра иностранных дел в новом кабинете Михаила Мишустина 21 января 2020 года.
В 2021 году принял участие в выборах в Государственную думу в качестве лидера федеральной части списка «Единой России». После выборов 29 сентября 2021 года отказался от мандата (наряду с другими лидерами партийного списка, кроме Анны Кузнецовой), что было воспринято обозревателями как элемент политтехнологии «паровоз», используемой «Единой Россией».
После отставки правительства 7 мая 2024 года, переназначен на должность министра иностранных дел во втором кабинете Михаила Мишустина 14 мая 2024 года.
21 марта 2025 года Сергей Лавров был награждён орденом Святого апостола Андрея Первозванного, высшей наградой Российской Федерации, согласно Указу Президента Российской Федерации № 160 за «выдающиеся заслуги перед Отечеством, значительный вклад в разработку и реализацию внешнеполитического курса Российской Федерации и многолетнюю плодотворную государственную деятельность».

### Вторжение России на Украину

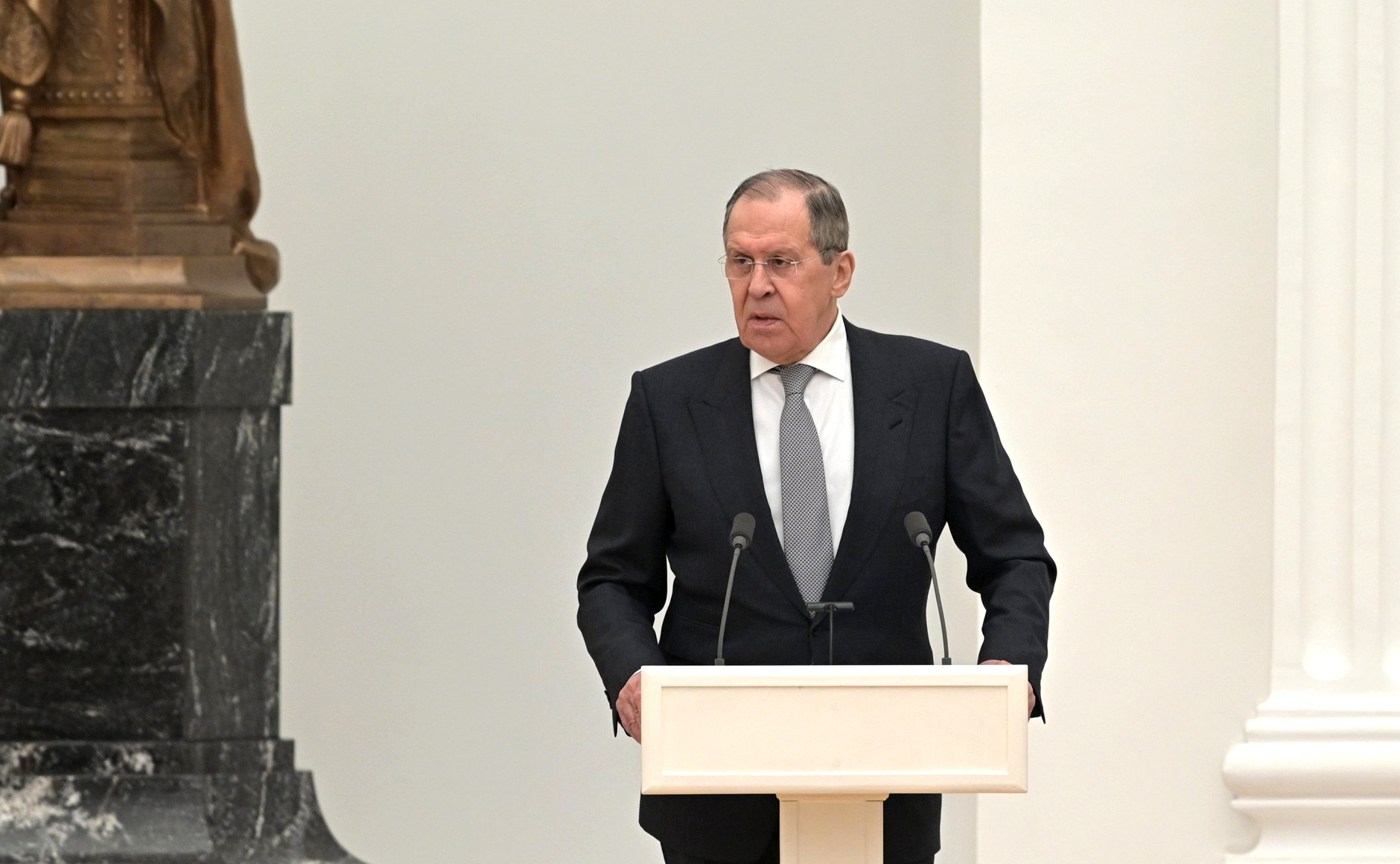
Лавров на заседании Совета безопасности России по вопросу о признании ДНР и ЛНР (21 февраля 2022 года)

10 февраля 2022 года Лавров встретился с министром иностранных дел Великобритании Лиз Трасс. На встрече Трасс заявила, что Лондон не может игнорировать наращивание российских войск на российско-украинской границе, однако Лавров отрицал, что у России есть какие-либо планы вторжения на Украину. Во время беседы Лавров спросил Трасс, признает ли она суверенитет России над Воронежской и Ростовской областями, где размещены российские войска, на что она ответила, что «Великобритания никогда не признает суверенитет России над этими регионами». Позднее, в тот же день, в интервью РБК Трасс объяснила, что по незнанию сочла названные Лавровым территории украинскими, и что в действительности Великобритания не оспаривает российский суверенитет над ними.
25 февраля, на следующий день после того, как Россия вторглась на территорию Украины, Лавров заявил, что Путин принял решение о вторжении на Украину, чтобы «освободить украинцев от гнёта». 10 марта Лавров заявил, что «Россия не нападала на Украину». 13 ноября Лавров прибыл на саммит Большой двадцатки, из-за чего главы большинства стран отказались от общего фото, а страны ЕС и Британия решили бойкотировать его выступление.
1 сентября министр заявил о возможных угрозах безопасности российских военных в Приднестровье, обвинив руководство Молдовы в «податливом следствии» указаниям Запада, и заявил, что в республике «насаждается русофобия». Министр иностранных дел Нику Попеску 1 сентября вызвал в министерство временно поверенного в делах России в Молдове в связи с этими заявлениями.

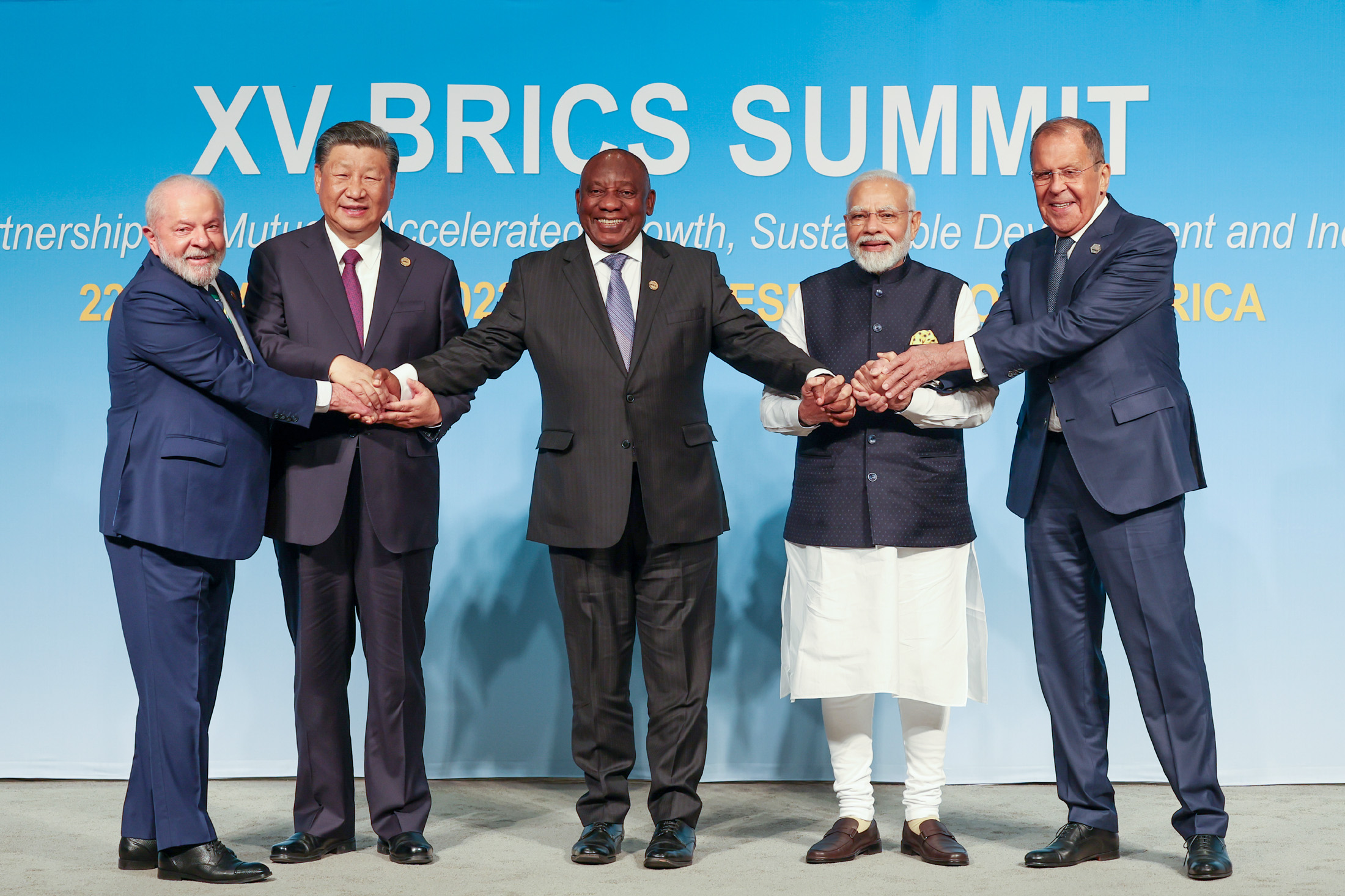
XV саммит БРИКС, 23 августа 2023 года

18 ноября сотрудник Министерства иностранных дел Польши заявил, что российской делегации, в состав которой входит Сергей Лавров, не позволят посетить совет министров ОБСЕ в Лодзи.
1 декабря Лавров провёл ежегодную пресс-конференцию. На ней он обвинил Соединённые Штаты и НАТО в прямом участии в войне на Украине и заявил, что Вашингтон превратил Украину в экзистенциальную угрозу для России. Лавров отметил отсутствие значимых идей, которые могли бы стать основой для переговоров между Россией и США и высказал готовность к контактам с администрацией Байдена.
18 января 2023 года Лавров выступил с заявлением о том, что США используют ту же тактику, что и Наполеон, а позже и Адольф Гитлер, которые собирали коалиции европейских стран, чтобы решить «русский» вопрос. Сейчас, по его словам, они ведут себя так же, используя Украину в качестве марионетки. «Точно так же, как Гитлер хотел «окончательного решения» еврейского вопроса, теперь, если вы почитаете западных политиков ... они ясно говорят, что Россия должна потерпеть стратегическое поражение» —  процитировало Сергея Лаврова агентство Reuters.
23 сентября 2023 года Лавров вновь заявил, что Россия «уважает территориальную целостность Украины, согласно Декларации о независимости 1991 года».

## Скандалы

### Заявления о евреях
Несмотря на то, что зять Лаврова — израильтянин, а родственники живут в Израиле, после ряда заявлений Лаврова мировые организации и ведущие СМИ обвинили Лаврова в антисемитизме.
Так, 1 мая 2022 года в интервью итальянской телекомпании Mediaset в ответ на вопрос, как обвинения в «нацификации» Украины вяжутся с тем, что президент Владимир Зеленский еврей, заявил: «Могу ошибиться, но у Гитлера тоже была еврейская кровь. Это абсолютно ничего не значит. Мудрый еврейский народ говорит, что самые ярые антисемиты, как правило, евреи. „В семье не без урода“, как у нас говорят».
Глава МИД Израиля Яир Лапид заявил, что слова Лаврова «непростительны, возмутительны и являются грубой исторической ошибкой». Главу МИД РФ осудили и другие политики и организации. Премьер-министр Израиля Нафтали Беннетт назвал слова Лаврова «ложью» и призвал прекратить использовать отсылки к Холокосту в политических целях. МИД РФ ответил МИДу Израиля, что евреи не уничтожали сами себя во время Холокоста и что происхождение президента Украины не является гарантией от распространения неонацизма в стране и обвинило в неонацизме имеющего еврейские корни президента Латвии Эгилса Левитса.
3 мая глава правительства Италии Марио Драги подверг Лаврова критике, назвав слова министра ошибочными и непристойными. Лавров подвергся острой критике со стороны еврейской общины Рима. В тот же день глава федерации еврейских общин, раввин России Александр Борода призвал не апеллировать к национальности и не делать отсылок к истории Второй мировой войны, поскольку это может негативно сказаться на межнациональных отношениях.
4 мая главный раввин РФ Берл Лазар призвал министра извиниться за слова про то, что «евреи являются наиболее ожесточёнными антисемитами». 5 мая пресс-служба израильского премьер-министра сообщала об извинениях Путина за слова Лаврова, а в пресс-релизе РФ обошли вниманием извинение.
18 января на итоговой пресс-конференции за 2022 год обвинил США и Европу в попытке окончательно решить русский вопрос и провёл аналогию с решением еврейского вопроса Адольфом Гитлером. Координатор по стратегическим коммуникациям в Совете национальной безопасности Белого дома Джон Кирби назвал высказывания российского чиновника абсурдными и оскорбительными, Европейский еврейский конгресс посчитал их искажением Холокоста на самом простом уровне и призвал к извинениям и отзыву сказанного.

### Обвинения в коррупции
16 сентября 2021 года Алексей Навальный опубликовал расследование Фонда борьбы с коррупцией, в котором говорилось о связи Сергея Лаврова и Светланы Поляковой, а также о том, что она и её родственники летают с ним в служебные командировки и пользуются домами и яхтами российского бизнесмена Олега Дерипаски. Также в расследовании было упомянуто о том, что Лавров оказывает Дерипаске различные услуги. Как говорилось в расследовании, министр лично писал американским лоббистам для того, чтобы они помогли олигарху получить гражданство США.

## Санкции
25 февраля 2022 года, на следующий день после вторжения Россию на Украину, внесён в санкционный список стран Евросоюза, так как он поддержал немедленное признание Россией двух самопровозглашённых республик. Также был включён в санкционный список Великобритании за причастность к попыткам дестабилизации Украины.
28 февраля 2022 года внесён в санкционный список Канады лиц, «которые несут наибольшую ответственность за неспровоцированное и неоправданное вторжение России в Украину».
9 июня 2022 года внесён в санкционный список Украины, так как он «активно поддерживает действия, подрывающие территориальную целостность, суверенитет и независимость Украины, а также стабильность и безопасность в Украине».
По аналогичным основаниям находится под санкциями США, Австралии, Швейцарии, Новой Зеландии и Японии.
В марте 2022 года Великобритания ввела санкции против его падчерицы Полины Ковалёвой, живущей в Лондоне. В апреле 2022 года Канада ввела санкции против Марии Лавровой и Екатерины Винокуровой (жены и дочери), а Австралия — против Екатерины Винокуровой.

## Прочие должности и обязанности
- Почётный член Императорского православного палестинского общества[72]
- Член попечительского совета фонда «Русский мир»[73]
- Член наблюдательного совета фонда «Дети России»
- Член попечительского совета программы «Восстановление мемориала русским воинам в Галлиполи (Гелиболу)», проводимой Фондом Андрея Первозванного
- Почётный доктор ДГТУ[74]
- Почётный доктор РТСУ[75]
- Почётный доктор КРСУ[76]
- Почётный доктор БГУ
- Председатель Попечительского[77] и Наблюдательного советов МГИМО[78]
- Председатель Попечительского совета Федерации гребного слалома России[79]
- Член редакционной коллегии журнала «США и Канада: экономика, политика, культура»[80]

## Прочие сведения

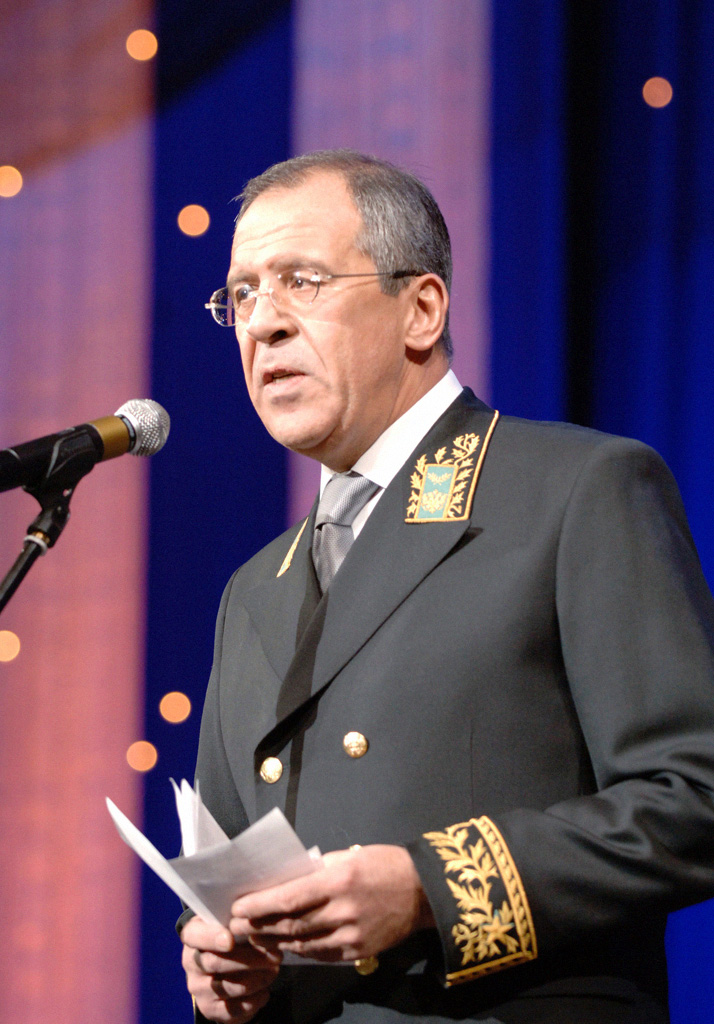
С. В. Лавров в мундире чрезвычайного и полномочного посла Российской Федерации

- Сергей Лавров входит в пятерку глав внешнеполитического ведомства, дольше всех находившихся в должности за всю историю страны (Карл Нессельроде — 39 лет, Андрей Громыко — 28 лет, Александр Горчаков — 26 лет, Никита Панин — 17,5 лет), — по состоянию на 9 марта 2025 года занимает пост министра 21 год.
- По утверждению газеты «Коммерсантъ», записка Лаврова армянскому коллеге Эдварду Налбандяну сыграла решающую роль в предотвращении срыва подписания протоколов о нормализации отношений между Арменией и Турцией 10 октября 2009 года в Цюрихе[81].
- В апреле 2011 года, выступая по случаю православной Пасхи, Лавров заявил, что «глобальный финансово-экономический кризис убедительно продемонстрировал невозможность выхода на путь устойчивого развития при опоре на идеи либерального капитализма», по его мнению, это «заставляет в новом свете взглянуть на такие понятия из области морали, как самоограничение и ответственность»[82]. Он также отметил, что «сегодня вопрос о нравственных ориентирах, о правде как никогда актуален не только для отдельной личности или нации, но и для международных отношений и мира в целом», и что «создание гармоничной и справедливой системы международных отношений вряд ли возможно без обращения к общему нравственному знаменателю, всегда существовавшему у основных мировых религий, без признания высшего нравственного закона над нами».
- 19 октября 2014 года Лавров назвал министра иностранных дел СССР Андрея Громыко «великим дипломатом советской эпохи»; отмеченное в западной прессе сравнение с Громыко оценил как лестное для себя[83].

### Особенности лексики
Сергей Лавров периодически использует в публичной обстановке обсценную лексику.  Это вызывает как критику, так и поддержку, особенно в России, где его стиль воспринимается как отражение «сильной позиции» на международной арене. В качестве реакции на критику дипломат неоднократно подчёркивал, что его резкие высказывания — это ответ на «недружественные действия» Запада. Он считает, что в условиях конфронтации важно говорить прямо и без прикрас.
- 12 сентября 2008 года в британской газете The Daily Telegraph была опубликована статья, согласно которой в разговоре со своим британским коллегой Дэвидом Милибэндом в связи с урегулированием войны в Грузии в августе 2008 года Лавров использовал нецензурную лексику в адрес собеседника, при этом Лаврову приписывались слова «Who are you to fucking lecture me?» (Кто ты такой, чтобы читать мне грёбаные лекции?)[86][87]. 
14 сентября Лавров озвучил в беседе с журналистами свою версию разговора: «Дабы ознакомить Милибэнда с несколько иной оценкой, пришлось рассказать ему о характеристике Саакашвили, которую ему дал в разговоре со мною наш коллега из одной европейской страны. Эта характеристика звучала как „fucking lunatic“»[88], а 15 сентября в интервью BBC Милибэнд пояснил «Это не совсем верно…, это неправда, что он назвал меня „долбаным“ и так далее, это неправда»[89].
- В 2015 году Лавров во время пресс-конференции пробормотал себе под нос (но так, что было слышно в микрофон): «дебилы» и добавил одно нецензурное слово[84][90][91].
- Накануне российского вторжения на Украину глава МИД РФ Сергей Лавров использовал «понятийный» жаргон в фразе: «Будем добиваться, чтобы все было честно. Не хочу обращаться к жаргону, но у нас есть понятие — „пацан сказал — пацан сделал“. По крайней мере, „понятия“ должны соблюдаться и на международном уровне»[92].
- В мае 2022 года, после заседания совета министров иностранных дел СНГ в Душанбе, на просьбу дать интервью журналисту Лавров ответил: «С павлинами поговори»[93].

## Семья
Жена — Мария Александровна Лаврова, по образованию филолог, преподаватель русского языка и литературы, работала в библиотеке Постоянного представительства РФ при ООН.
Дочь — Екатерина Сергеевна Винокурова, родилась в 1982 году в Нью-Йорке, обучалась в Манхэттенской школе, окончила Колумбийский университет, где изучала политологию, и магистратуру по экономике в Лондоне; в настоящее время живёт в Москве, является директором российского отделения британского аукционного дома Christie’s (продажа антиквариата и предметов искусства). Проходя послеуниверситетскую практику в Лондоне, познакомилась и в 2008 году вышла замуж за Александра Винокурова — топ-менеджера TPG Capital, Morgan Stanley, «Суммы» и Альфа-групп, с 2017 года — совладельца инвестиционной компании «Марафон групп», управляющей его активами через «Марафон фарму» (фармацевтические компании «СИА Интернейшнл» (контролирующий акционер) и «Генфа» (совместно с отцом Семёном Винокуровым), фармпредприятия «Бентус лаборатория» (30 %), «Биоком» (75 %), «Форт» и «Синтез» (совместно с Ростехом и миноритариями), аптечная сеть «Мега фарм» (бренды «А-Мега», «Да, здоров!»). Имеет российское и израильское гражданство.
Внук — Леонид (род. 2010) и внучка.
В апреле 2022 года жена и дочь Лаврова внесены в санкционный список США.

### Сообщения о неофициальной семье
В 2022 году Великобритания ввела персональные санкции против живущей в Лондоне Полины Ковалёвой, дочери влиятельной сотрудницы МИД РФ Светланы Поляковой, которая, согласно утверждениям в ряде СМИ, состоит в длительных отношениях с Лавровым. Согласно санкционному документу Казначейства, «существуют разумные основания подозревать, что Полина Ковалёва связана с министром иностранных дел России Сергеем Лавровым посредством отношений с ним её матери».

## Хобби и увлечения
Сергей Лавров любит поэзию и сам пишет стихи. Автор гимна Московского государственного института международных отношений. Летом 2020 года свет увидел сборник его стихов «Последний компромисс с богом. Избранные стихи» с параллельным переводом на македонский язык в исполнении уже признанного поэта Чедомира Цветановского, поспособствовавший известности обоих на Балканах, даже несмотря на небольшой авторитет издательства «Де’Либри». 

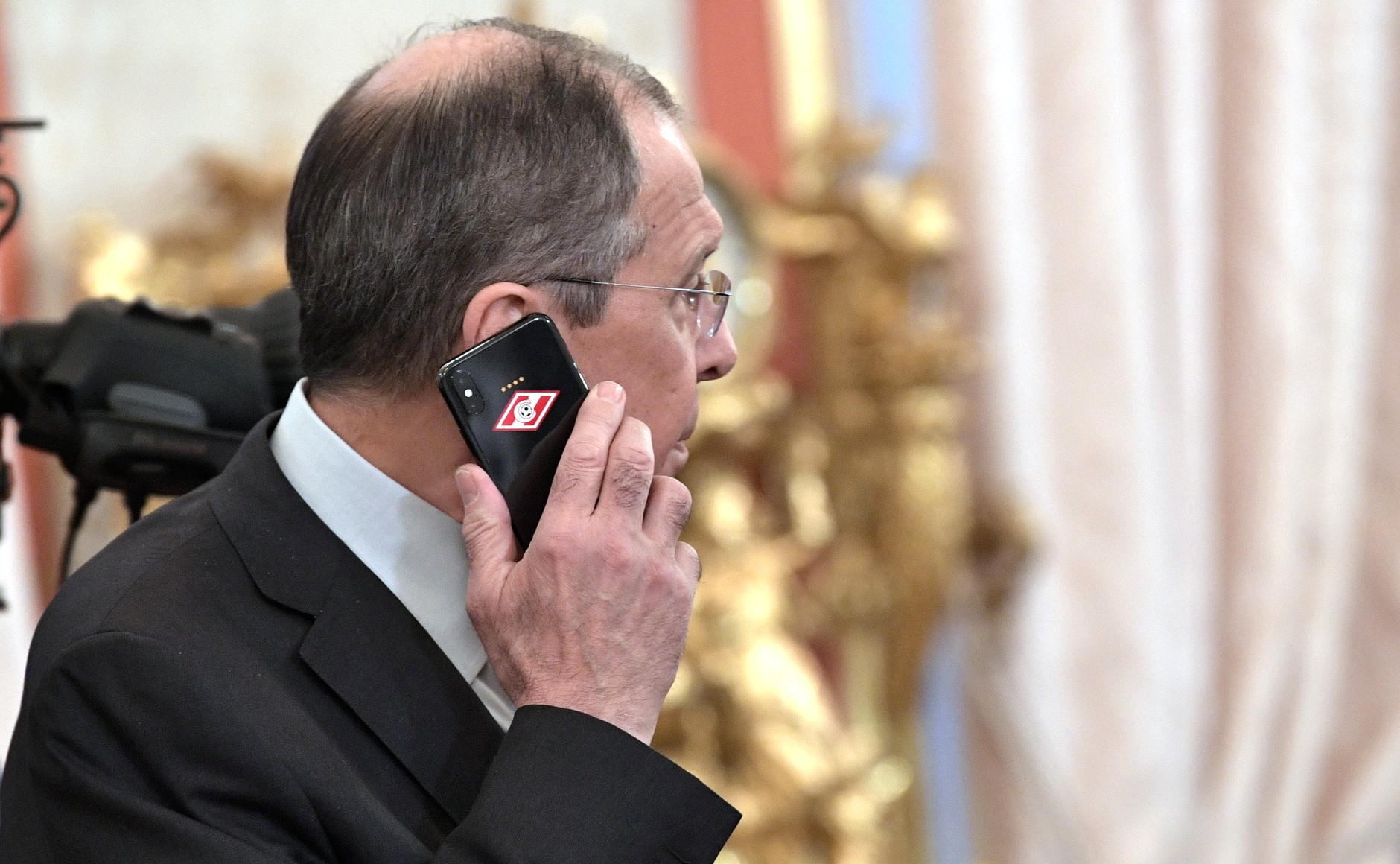
Перед началом заседания Совета сотрудничества высшего уровня между Россией и Турцией, 8 апреля 2019 года

Хобби — рафтинг. Был одним из организаторов и первым президентом (2006—2009) Федерации гребного слалома России.
Лавров любит играть в футбол, его любимая команда — «Спартак» (Москва). По его словам, воспоминания о любимой команде помогают ему сохранять самообладание во время тяжёлых переговоров. В марте 2016 года выступил одним из основателей Народной футбольной лиги России, призванной объединить любителей этого вида спорта со всей страны.
Лавров — заядлый курильщик. В ресторане Дублина, столицы Ирландии, его пытались оштрафовать за курение на 3000 евро, однако министр наотрез отказался платить штраф и предал эпизод гласности на пресс-конференции. Известна история о том, как Лавров протестовал против решения генерального секретаря ООН Кофи Аннана запретить курение в штаб-квартире Организации: министр заявил, что это невозможно, поскольку Аннан не является владельцем здания. Дословно сказал: «Этот дом принадлежит всем членам ООН, и его генеральный секретарь — всего лишь управляющий».

## Собственность
По оценке The Insider, принадлежащие Лаврову трёхэтажный особняк площадью 499 квадратных метров с участком в деревне Жуковка на Рублёво-Успенском шоссе и квартира площадью 247 квадратных метров в элитном доме в центре Москвы имеют суммарную рыночную стоимость 600 млн рублей. По данным некоторых СМИ, имущество предполагаемой любовницы Лаврова Светланы Поляковой оценивалось в 1 млрд рублей. Семья этой женщины летает на служебном самолёте и пользуется транспортными средствами Олега Дерипаски.

## Награды и премии

Президент РФ Владимир Путин и Сергей Лавров на награждении Орденом Святого апостола Андрея Первозванного 22 мая 2025 года

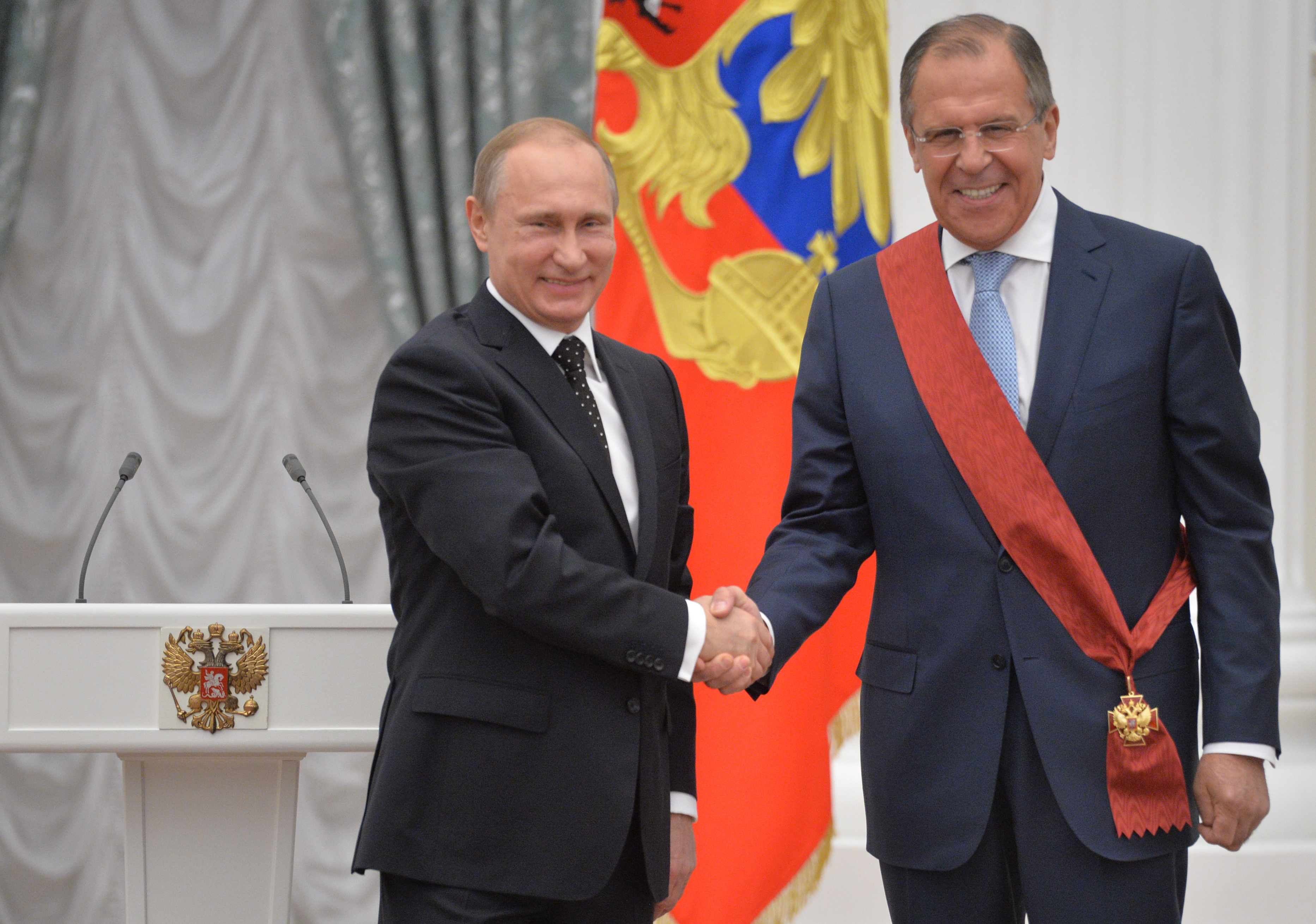
Президент РФ Владимир Путин и Сергей Лавров на награждении орденом «За заслуги перед Отечеством» I степени 21 мая 2015 года

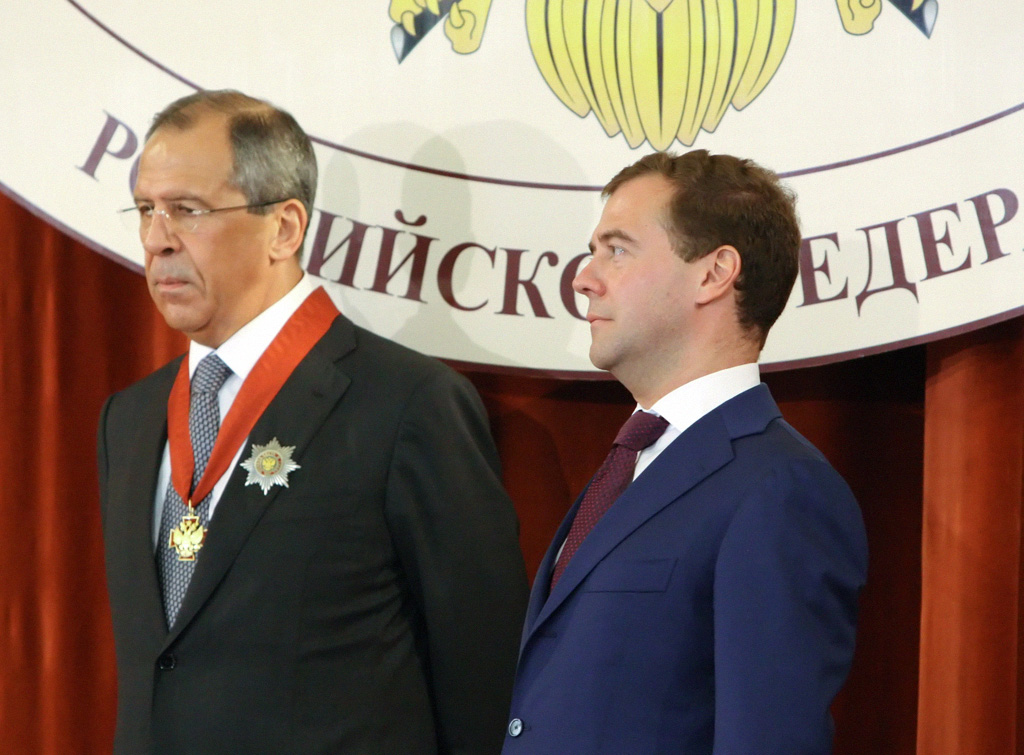
Президент РФ Дмитрий Медведев и Сергей Лавров на награждении орденом «За заслуги перед Отечеством» II степени 12 июля 2010 года

- Герой Труда Российской Федерации (17 марта 2020) — за особые трудовые заслуги перед государством и народом[118]
- Орден Святого апостола Андрея Первозванного (21 марта 2025) — за выдающиеся заслуги перед Отечеством, большой вклад в разработку и реализацию внешнеполитического курса Российской Федерации, многолетнюю плодотворную государственную деятельность[26]

Полный кавалер ордена «За заслуги перед Отечеством»
- Орден «За заслуги перед Отечеством» I степени (21 марта 2015) — за особо выдающиеся заслуги в реализации внешнеполитического курса Российской Федерации и многолетнюю дипломатическую деятельность[119]
- Орден «За заслуги перед Отечеством» II степени (2010)[120]
- Орден «За заслуги перед Отечеством» III степени (21 марта 2005) — за большие заслуги в реализации внешнеполитического курса Российской Федерации и многолетнюю плодотворную работу[121]
- Орден «За заслуги перед Отечеством» IV степени (12 мая 1998) — за большой вклад в проведение внешнеполитического курса России и многолетнюю добросовестную работу[122]

Также имеет следующие награды:
- Медаль Столыпина П. А. II степени (20 марта 2020) — за заслуги в реализации внешнеполитического курса Российской Федерации и многолетнюю плодотворную деятельность[123]
- Медаль «За вклад в создание Евразийского экономического союза» I степени (8 мая 2015, Высший совет Евразийского экономического союза)[124]
- Медаль «За вклад в развитие Евразийского экономического союза» (29 мая 2019, Высший Евразийский экономический совет)[125]
- Медаль «10 лет Евразийскому экономическому союзу» (26 декабря 2024, Высший Евразийский экономический совет)[126]
- Орден Почёта (21 июня 1996) — за заслуги перед государством, большой вклад в проведение внешнеполитического курса и обеспечение национальных интересов России, мужество и самоотверженность, проявленные при исполнении служебного долга[127]

 Поощрения президента Российской Федерации 
- Почётная грамота президента Российской Федерации (8 марта 2010) — за большие заслуги в реализации внешнеполитического курса Российской Федерации и многолетнюю добросовестную работу[128]
- Благодарность президента Российской Федерации (4 ноября 2006) — за заслуги в подготовке и проведении встречи глав государств и правительств стран — членов «Группы восьми» в городе Санкт-Петербурге[129]
- Благодарность президента Российской Федерации (27 сентября 2005) — за заслуги в подготовке и проведении праздничных мероприятий, посвящённых 60-летию Победы в Великой Отечественной войне 1941—1945 годов[130]
- Благодарность президента Российской Федерации (20 марта 2000) — за многолетнюю и плодотворную дипломатическую деятельность[131]
- Благодарность президента Российской Федерации (27 октября 1994) — за большой личный вклад в подготовку встреч на высшем уровне на о. Корфу и в Неаполе[132]

Региональные награды:
- Орден «За заслуги перед Калининградской областью» (27 мая 2014, Калининградская область) — за работу по облегчению визового режима для жителей Калининградской области[133]
- Орден «Полярная Звезда», (12 ноября 2012, Республика Саха (Якутия))[134]
- Знак «За заслуги перед Московской областью» (12 марта 2010, Московская область)[135]
- Медаль «За освобождение Крыма и Севастополя» (16 марта 2014, Республика Крым) — за личный вклад в дело по возвращению Крыма в Россию[136]

Иностранные награды:
- Член (Ситу) ордена Союза Мьянмы[англ.] (Мьянма, 6 марта 2025)[137][138]
- Орден Жеребца (Буркина-Фасо, 5 июня 2024)[139]
- Орден «Честь и слава» I степени (Абхазия, 21 марта 2023) — за большой личный вклад в деле признания независимости Республики Абхазия, укрепление и развитие абхазо-российских межгосударственных отношений[140]
- Командор Национального ордена Мали (Мали, 7 февраля 2023) — за выдающиеся заслуги перед Мали[141]
- Орден Федерации (Объединённые Арабские Эмираты, 20 декабря 2021) — в знак признания усилий и роли в укреплении отношений между двумя странами и продвижении их на различных уровнях[142]
- Командор со звездой ордена Заслуг (Венгрия, 2021)
- Орден «Дружба» (Узбекистан, 21 марта 2020) — за большие заслуги в развитии узбекско-российского стратегического партнёрства, весомый вклад в расширение торгово-экономических, научно-технических и культурно-гуманитарных связей, взаимодействие регионов двух стран, укрепление отношений дружбы и взаимопонимания между нашими народами, активную поддержку на международной арене имеющих важное региональное и глобальное значение инициатив Республики Узбекистан, направленных на обеспечение мира, стабильности и устойчивого прогресса, а также в связи с 70-летием со дня рождения[143][144]
- Орден «Барыс» I степени (Казахстан, 21 марта 2020) — за весомый вклад в развитие многогранного сотрудничества и стратегического партнёрства между Республикой Казахстан и Российской Федерацией[145]
- Большой крест ордена Макариоса III (Республика Кипр, 8 сентября 2020)[146]
- Большой крест ордена Святой Агаты (Республика Сан-Марино, 21 марта 2019) — за особые заслуги перед республикой[147]
- Юбилейная медаль «25 лет независимости Республики Казахстан» (Казахстан, 31 августа 2019) — за вклад в развитие и укрепление казахстанско-российских отношений[148]
- Орден Республики Сербской на цепи (Республика Сербская, 21 сентября 2018) — за исключительный вклад в укрепление дружественных отношений между Россией и Республикой Сербской[149][150]
- Орден «Данакер» (Кыргызстан, 16 июня 2017) — за активное участие в развитии кыргызско-российского социально-экономического сотрудничества и укреплении межгосударственных взаимоотношений[151][152]
- Орден Сербского флага I степени (Сербия, 12 декабря 2016) — за особые заслуги в развитии и укреплении отношений между Сербией и Российской Федерацией[153]
- Орден «Достык» I степени (Казахстан, 12 сентября 2012)[154]
- Орден Почёта (Южная Осетия, 19 марта 2010) — за большой личный вклад в дело укрепления системы международной безопасности, поддержания мира и стабильности на Кавказе, развития дружественных отношений между Республикой Южная Осетия и Российской Федерацией[155]
- Орден Святого Месропа Маштоца (Армения, 19 августа 2010) — за большой вклад в укрепление и развитие многовековых армяно-российских дружественных отношений[156][157]
- Орден Дружбы (Вьетнам, 25 июля 2009)[158]
- Кавалер Большого креста ордена «Солнца Перу» (Перу, 11 сентября 2007)[159]
- Золотая медаль Ереванского государственного университета (Армения, 2007)[160]
- Орден Дружбы народов (Беларусь, 2 июня 2006) — за значительный вклад в укрепление дружественных отношений и сотрудничества между Республикой Беларусь и Российской Федерацией, в построение Союзного государства[161][162]
- Орден «Достык» II степени (Казахстан, 17 января 2005) — за вклад в развитие дружбы между народами и сотрудничество между государствами[163]
- Почётная медаль «За участие в программах ООН» (Российская ассоциация содействия ООН, 24 октября 2005)[164]
- Орден Дружбы (Лаос)[165]

Конфессиональные награды:
- Орден Святого благоверного великого князя Александра Невского I степени (РПЦ, 21 марта 2025) — во внимание к вкладу в развитие церковно-государственных отношений и в связи с отмечаемым юбилеем[166]
- Орден преподобного Сергия Радонежского I степени (РПЦ, 2015)
- Орден святого благоверного князя Даниила Московского I степени (РПЦ, 29 декабря 2010) — в связи с 60-летием со дня рождения[167]
- Орден святого благоверного князя Даниила Московского II степени (РПЦ)
- Орден «Мир и согласие» (Православная церковь Казахстана, 2025)[168]
- Орден Святых апостолов Петра и Павла 1 степени (Антиохийская православная церковь, 27 февраля 2015)[169]

Почётные звания:
- Почётный гражданин Ногинского района Московской области (2014)[170]
- Почётный гражданин Гватемалы (Гватемала, 16 февраля 2010)[171]
- Почётный гражданин Манагуа (Никарагуа, 15 февраля 2010)[172]
- Заслуженный работник дипломатической службы Российской Федерации (22 марта 2004) — за большой вклад в разработку и реализацию внешнеполитического курса Российской Федерации[173]

Прочие награды:
- Орден межпарламентской ассамблеи государств-участников Содружества Независимых Государств «Содружество» (Межпарламентская ассамблея СНГ, 30 мая 2007) — за активное участие в деятельности Межпарламентской Ассамблеи и её органов, вклад в укрепление дружбы между народами государств — участников Содружества[174]
- Медаль «За укрепление парламентского сотрудничества» (Межпарламентская ассамблея СНГ, 16 апреля 2015) — за особый вклад в развитие парламентаризма, укрепление демократии, обеспечение прав и свобод граждан в государствах — участниках Содружества Независимых Государств[175]
- Медаль «МПА СНГ. 25 лет» (Межпарламентская ассамблея СНГ, 27 марта 2017) — за заслуги в деле развития и укрепления парламентаризма, за вклад в развитие и совершенствование правовых основ функционирования Содружества Независимых Государств, укрепление международных связей и межпарламентского сотрудничества[176]
- Почётная грамота Совета коллективной безопасности Организации Договора о коллективной безопасности (20 декабря 2011) — за активную и плодотворную работу по развитию и углублению военно-политического сотрудничества в рамках Организации Договора о коллективной безопасности[177]
- Общественная премия святого благоверного князя Александра Невского (Комитет по присуждению общественной премии святого благоверного князя Александра Невского, 2014) — за заслуги в дипломатической деятельности, направленной на укрепление международных позиций России[178]
- Памятная золотая медаль Сергея Михалкова (22 декабря 2015, Российский фонд культуры)[179]
- Национальная премия «Имперская культура» имени Эдуарда Володина — за верность долгу и служение Отечеству (2015)[180]
- Медаль Азербайджанской дипломатической академии (2017)[181]
- Почётный орден Российско-армянского (славянского) университета[182][неавторитетный источник]